# Особняк Э. П. Брадтмана
Особняк Э. П. Брадтмана на (укр. ул. Герцена, дом 6). Дом построен в стиле модерн. Принадлежал известному киевскому архитектору Э. П. Брадтману
Здание было построено перед Первой мировой войной по проекту архитектора Эдуарда Петровича Брадтмана.
Особняк представляет собой здание в 2,5 этажа. Парадный фасад асимметричен. Два разновеликих ризалита выступают к красной линии улицы. В меньшем из них устроен парадный вход и парадная лестница. Второй ризалит украшен полукруглым эркером.

## История
Дом был построен в утопающей в зелени окраине Киева, на Лукьяновке. Весь район был застроен одно-двухэтажными особняками. Здесь предпочитали селиться зажиточные киевляне, было много церквей.
В архивных домовых книгах сообщается, что Брадтман проживал по улице Осиевской (сегодня ул. Герцена), 6 и занимал 5-комнатную квартиру на втором этаже дома вместе с супругой Паулиной Христиановной, её сестрой Ольгой Христиановной Рутке и племянниками. Для прислуги была выделена отдельная комната.
После революции особняк национализирован. Сейчас в нем располагается Международный благотворительный фонд и коммерческий Центр снижения веса.

## Иконография
Особняк Брадтмана относится к поздней разновидности стиля модерн. Хотя парадный фасад дома и украшен цветочными рельефами, но по сравнению с первой работой Брадтмана на ул. арх. Городецкого в стиле модерн, сделано это очень сдержано. Для украшения своего особняка архитектор предпочитает использовать конструктивные формы. Сами объёмы дома - кубы ризалитов, эркер, декоративный французский балкончик, полуциркульные и прямоугольные окна - всё это разнообразие форм и фактур создают законченный образ дома.

## Галерея
- Фрагмент фасада
- Парадный подъезд
- Боковой фасад
- Вид сверху